# Munday (Texas)
Munday è un centro abitato degli Stati Uniti d'America situato nella contea di Knox dello Stato del Texas.
La popolazione era di 1.300 persone al censimento del 2010.

## Geografia fisica
Munday è situata a 33°26′57″N 99°37′34″W (33.449292, -99.626028), all'incrocio tra la US Highway 277, la State Highway 222, e le Farm Road 1581 e 2811, nel sud est della contea di Knox.
Secondo lo United States Census Bureau, ha un'area totale di 1,4 miglia quadrate (3,6 km²).

## Società

### 2010
Secondo il censimento del 2010 c'erano 1.300 persone, a decrease of il 14,87% since 2000 (227 persone). La composizione etnica della città era formata dal 70,46% di bianchi (916 persone), il 7,00% di afroamericani (91 persone), lo 0,46% di nativi americani (6 persone), il 18,85% di altre razze (245 persone), e il 3,23% di due o più etnie (42 persone). Ispanici o latinos di qualunque razza erano il 38,23% della popolazione (497 persone).

### 2000
Secondo il censimento del 2000, c'erano 1.527 persone, 597 nuclei familiari e 404 famiglie residenti nella città. La densità di popolazione era di 1.078,5 persone per miglio quadrato (415,2/km²). C'erano 701 unità abitative a una densità media di 495,1 per miglio quadrato (190,6/km²). La composizione etnica della città era formata dal 69,48% di bianchi (1,061 persone), l'8,51% di afroamericani (130 persone), l'1,05% di nativi americani (16 persone), lo 0,20% di isolani del Pacifico (3 persone), il 17,81% di altre razze (272 persone), e il 2,95% di due o più etnie (45 persone). Ispanici o latinos di qualunque razza erano il 30,58% della popolazione (467 persone).
C'erano 597 nuclei familiari di cui il 33,5% aveva figli di età inferiore ai 18 anni, il 53,6% aveva coppie sposate conviventi, l'11,2% aveva un capofamiglia femmina senza marito, e il 32,2% erano non-famiglie. Il 31,0% di tutti i nuclei familiari erano individuali e il 18,6% aveva componenti con un'età di 65 anni o più che vivevano da soli. Il numero di componenti medio di un nucleo familiare era di 2,47 e quello di una famiglia era di 3,12.
La popolazione era composta dal 30,0% di persone sotto i 18 anni, il 5,4% di persone dai 18 ai 24 anni, il 23,7% di persone dai 25 ai 44 anni, il 17,6% di persone dai 45 ai 64 anni, e il 23,2% di persone di 65 anni o più. L'età media era di 37 anni. Per ogni 100 femmine c'erano 87,4 maschi. Per ogni 100 femmine dai 18 anni in giù, c'erano 82,1 maschi.
Il reddito medio di un nucleo familiare era di 22.708 dollari e quello di una famiglia era di 28.158 dollari. I maschi avevano un reddito medio di 22.303 dollari contro i 20.769 dollari delle femmine. Il reddito pro capite era di 11.593 dollari. Circa il 21,8% delle famiglie e il 29,1% della popolazione erano sotto la soglia di povertà, incluso il 43,5% di persone sotto i 18 anni e il 17,0% di persone di 65 anni o più.